# Stepan Poltorak

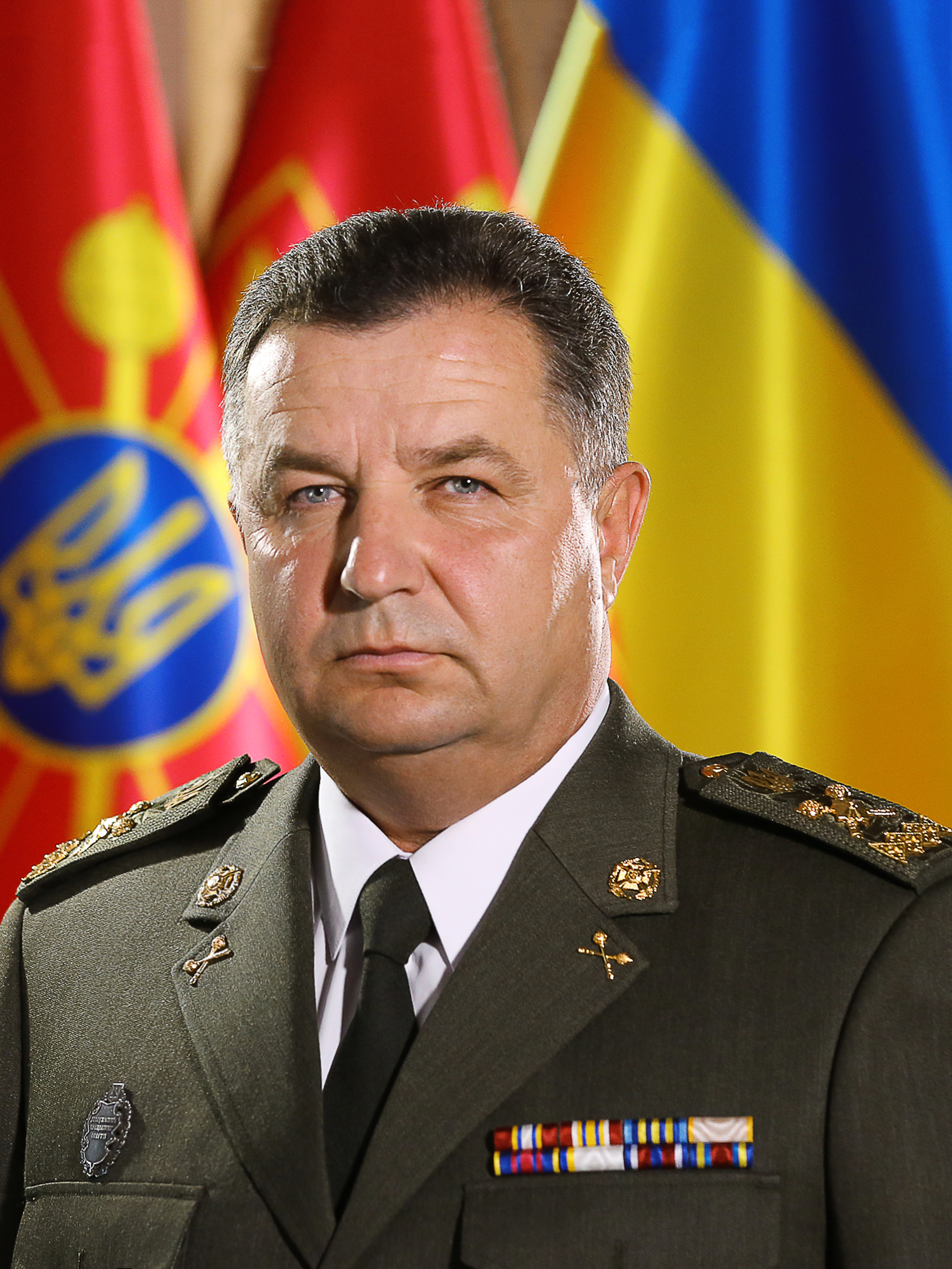
Stepan Poltorak (2016)

Stepan Tymofijowytsch Poltorak (* 11. Februar 1965 in Wessela Dolyna, Ukrainische SSR) ist ein ukrainischer Armeegeneral und Politiker. Von 2014 bis 2019 war er Verteidigungsminister der Ukraine.

## Biografie

### Offizier
Poltorak ist im Militärdienst seit August 1983. Er absolvierte die Ordschonikidse Kommandeurs-Offiziershochschule des Innenministeriums der UdSSR in Ordschonikidse und die Militärakademie der Streitkräfte der Ukraine.

Er diente als Zug-, Kompanieführer, Bataillonsstabschef, Bataillons-, Regiment- und Brigadekommandeur und wurde auf diesem Weg vom Leutnant bis zum Generalmajor befördert.
Ab 2002 war er Leiter der Akademie der Truppen des Innenministeriums der Ukraine in Charkiw. 2007 wurde er zum Generalleutnant befördert. Seit Februar 2014 war er Chef der Truppen des Innenministeriums der Ukraine. Vom April 2014 an war er Befehlshaber der Nationalgarde. Er wurde im August 2014 zum Generaloberst befördert. Als Verteidigungsminister wollte er die ukrainischen Streitkräfte modernisieren.
Am 14. Oktober 2015 erhielt er den höchsten militärischen Rang eines Armeegenerals.

### Politiker
Poltorak wurde vom ukrainischen Präsidenten Petro Poroschenko als Verteidigungsminister nominiert und löste am 14. Oktober 2014 Walerij Heletej in dieser Position ab. Er war  der vierte Verteidigungsminister im ersten Kabinett Jazenjuk. Nach der Neubildung der Regierung in Folge der Parlamentswahl war er einer der Minister, deren Posten im neuen Kabinett bestätigt wurden. Ebenso konnte er sein Amt als Verteidigungsminister nach der Kabinettsumbildung im April 2016 zum Kabinett Hrojsman behaupten.
Nach dem Amtsantritt des neuen Präsidenten Wolodymyr Selenskyj kündigte er am 20. Mai 2019 seinen Rücktritt an. Sein Nachfolger  wurde am 29. August 2019 Andrij Sahorodnjuk.

## Auszeichnungen, Ehrungen
- Poltorak erhielt eine Vielzahl von Orden und Medaillen.
- Er ist Ehrenbürger der Stadt Charkiw.